# L'oceano ci chiama
L'oceano ci chiama (L'Oceà ens crida) fou un documental italià dirigit el 1957 per Giorgio Ferroni i Giovanni Roccardi amb música d'Angelo Francesco Lavagnino. Fou seleccionada per participar en la selecció oficial del Festival Internacional de Cinema de Sant Sebastià 1957, tot i que no va obtenir cap premi.

## Argument
Rodada en cinemascope, presenta una dura síntesi d'una expedició de pescadors italians als mars del Nord durant mesos de navegació; mostra els bancs de peixos, la posada de xarxes i la preparació del bacallà. Compta amb els comentaris de l'escriptor d'aventures Vittorio Rossi.